# Sudapet

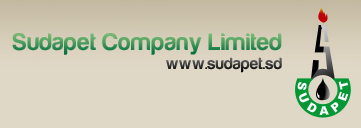
Logo Sudapet

Sudapet – państwowe przedsiębiorstwo naftowe Sudanu założone w 1997 i podlegające Ministerstwu Energii i Górnictwa.
Obecnie Sudapet nie jest aktywny w zakresie wydobycia, a jedynie zarządza zyskami z koncesji wydobywczych przyznanych dla zagranicznych koncernów. Przedsiębiorstwo dąży do przekształcenia w niezależne, zdolne do samodzielnego procesu wydobycia i przetwórstwa ropy naftowej.

## Historia
W listopadzie 1997 Stany Zjednoczone nałożyły sankcje na Sudan z powodu finansowania wojny domowej z zysków uzyskanych z handlu ropą naftową. W lutym 2000 rząd Stanów Zjednoczonych zdecydował się rozszerzyć na Sudapet oraz GNPOC (Greater Nile Petroleum Operating Company), której 25% udziałowcem była korporacja Talisman Energy.

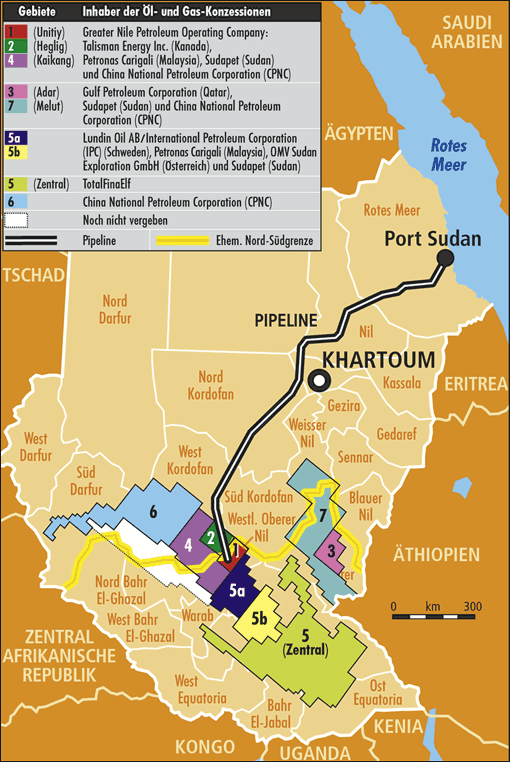
Koncesje na wydobycie ropy w Sudanie (2004)